# Albert Ronsin
Pour l’article homonyme, voir Ronsin.
Albert Ronsin, né à Blois le 20 juillet 1928 et mort à Saint-Dié-des-Vosges le 2 juillet 2007, est un érudit français, historien de formation, qui fut bibliothécaire, conservateur de bibliothèque et conservateur de musée à Saint-Dié-des-Vosges, puis directeur des services culturels de cette ville.

## Biographie
En 1950, il devint bibliothécaire et conservateur à la bibliothèque municipale de Dijon, puis à celle de Nancy en 1958 avant de devenir directeur de la bibliothèque de Saint-Dié-des-Vosges en 1960.
Après avoir passé la capacité en droit, il est diplômé d'un doctorat d'histoire.

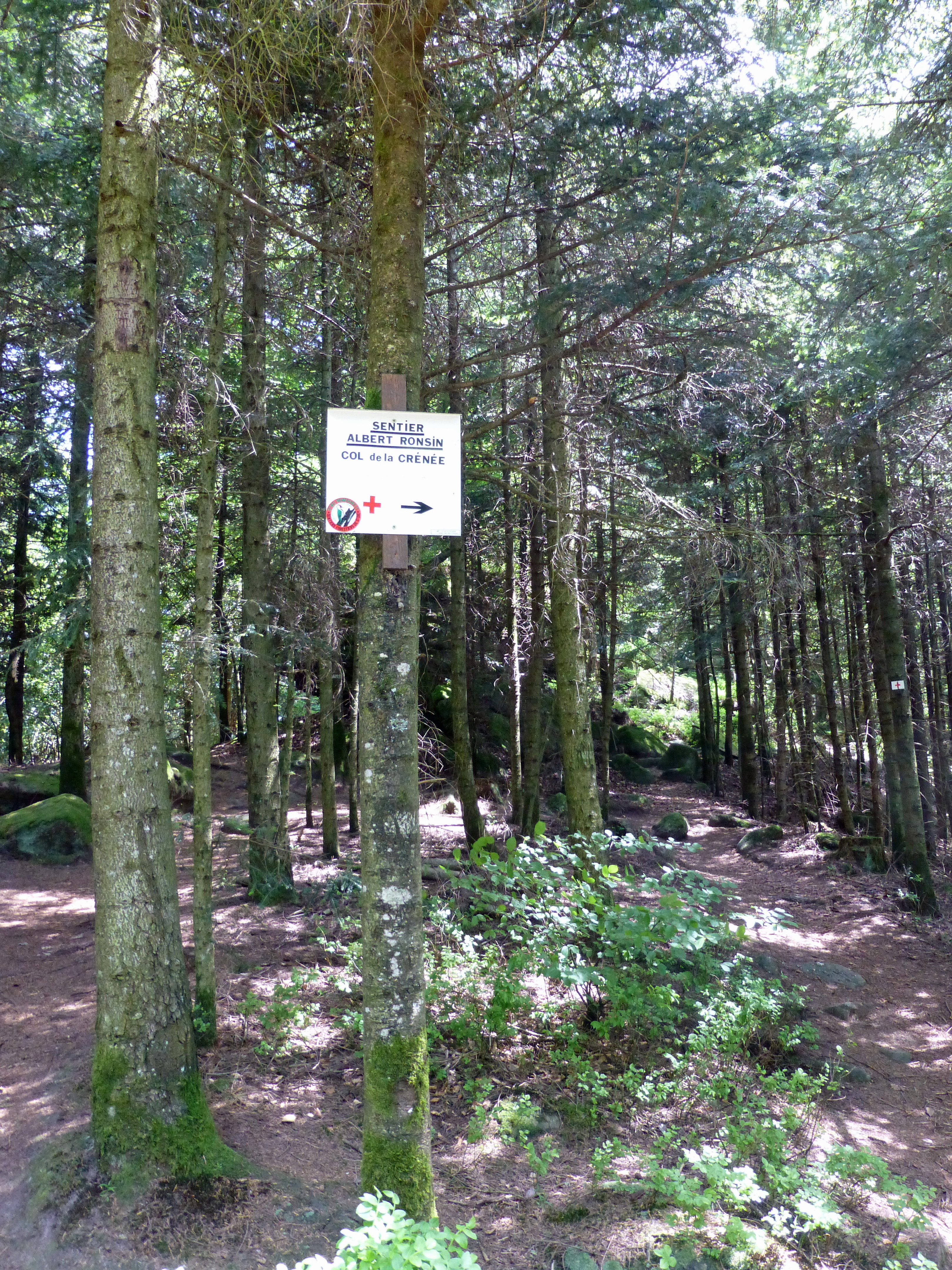
Sentier « Albert Ronsin » dans le massif de la Bure.

En 1970, il est nommé conservateur du musée municipal de Saint-Dié, devenu musée Pierre-Noël.
Il fut également enseignant et formateur à l'Institut universitaire de technologie de Nancy de l'Université Nancy-II ainsi qu'à l'École nationale supérieure des sciences de l'information et des bibliothèques. Il défendit le concept des « bibliothèques de secteur » et collabora notamment avec Michel Bouvy et sa revue Médiathèques publiques.
Il était membre de plusieurs sociétés savantes (Scientifiques, des Belles-Lettres, d'Historiens, et de Bibliothécaires), ainsi que président de nombreuses associations culturelles, notamment de l'Académie de Stanislas.
Il fut nommé chevalier de l'ordre national du Mérite, de l'ordre des Arts et des Lettres.
Il créa et dirigea à son début, le prix international de poésie francophone Yvan-Goll, en l'honneur du poète vosgien Yvan Goll, sous l'égide de la Fondation de France et placé sous le haut patronage du Ministère de la Culture et de la Francophonie et du Haut Conseil de la Francophonie.

## Historien
Il entreprit des recherches historiques, notamment sur la période des Grandes découvertes. Il s'intéressa plus particulièrement à l'historique du nom America donné par Martin Waldseemüller au continent que venait de parcourir et de décrire Amerigo Vespucci. Il étudia les globes terrestres, mappemondes et planisphères du début du XVIe siècle, notamment le globe terrestre de Schöner réalisé par Johann Schöner et aux cartes de Waldseemüller.
Il étudia l'histoire du Gymnase vosgien (Gymnasium Vosagense), une association culturelle et scientifique créée vers 1500 à Saint-Dié et dont étaient issus de nombreux humanistes parmi lesquels Mathias Ringmann et Vautrin Lud.

## Publications
- Saint-Dié-les-Vosges 669-1969, Nancy, Éditions Publicité Moderne, 1969.
- Propositions pour une nouvelle structure des médiathèques publiques en France, Éditions Médiathèques publiques no 49, janvier-mars 1979.
- Découverte et baptême de l'Amérique, Montréal, Éditions Georges LePape, 1979. Réédition revue et augmentée, Éditions de l'Est, 1992.
- Répertoire bibliographique des livres imprimés en France au XVIIe siècle : Lorraine et Trois-évêchés, Baden-Baden, Éditions Koerner, 1984.
- Les Vosgiens célèbres: dictionnaire biographique illustré (direction), Vagney, Éditions Gérard Louis, 1990.
- La Fortune d'un nom : America, baptême de l'Amérique à Saint-Dié-les-Vosges, Grenoble, Éditions Jérôme Millon, 1991.
- Le Nom de l'Amérique, l'invention des chanoines et savants de Saint-Dié, Strasbourg, Éditions La Nuée bleue, 2006.

Il publia également plus d'une centaine d'essais, notes et articles dans diverses revues, annales, bulletins et ouvrages historiques, scientifiques et économiques.

## Distinctions
- Chevalier de l'ordre national du Mérite
- Chevalier de l'ordre des Arts et des Lettres